# Istinska ljubav
Istinska ljubav (španj.: Amor Real), meksička povijesna dramska serija koja se emitirala na televizijskoj postaji Televisa 2003. godine. Serija je snimljena prema predlošku novele, Bodas de odio, meksičke autorice Caridad Bravo Adams. Scenarij za televiziju adaptirala je María Zarattini. Radi se o povijesnoj seriji čija je radnja smještena u Meksiku, sredinom 19. stoljeća, u turbulentnom razdoblju poslije meksičke nezavisnosti. Nagrađivana i hvaljena serija/telenovela, bila je vrlo uspješna u Meksiku, ali i diljem svijeta.
U Hrvatskoj se prikazivala 2004. godine na HTV 1, a 2012. je reprizirana na Doma TVu.

## Glumačka postava
| Uloga                                          | Glumac/glumica      |
| ---------------------------------------------- | ------------------- |
| Matilde Peñalver y Beristain de Fuentes Guerra | Adela Noriega       |
| Manuel Fuentes Guerra                          | Fernando Colunga    |
| Adolfo Solís / Felipe Santamaría               | Mauricio Islas      |
| Augusta Curiel Peñalver                        | Helena Rojo         |
| Humberto Peñalver                              | Ernesto Laguardia   |
| Rosario Aranda                                 | Ana Martín          |
| Josefina de Icaza                              | Mariana Levy        |
| Antonia Morales                                | Chantal Andere      |
| Urbano de las Casas                            | Mauricio Herrera    |
| Prudencia Curiel                               | Ana Bertha Espín    |
| Amadeo Corona                                  | Rafael Rojas        |
| Renato Piquet                                  | Mario Iván Martínez |
| Jana de la Corcuera                            | Leticia Calderón    |
| Hilario Peñalver                               | Ricardo Blume       |
| Marianne Bernier / Marie de la Roquette        | Maya Mishalska      |
| Juana Domínguez                                | Yolanda Mérida      |
| Sixto Valdez                                   | Oscar Bonfiglio     |
| Yves Santibáñez de la Roquette                 | Harry Geithner      |
| Catalina Heredia                               | Kika Edgar          |
| Pilar Piquet                                   | Ingrid Martz        |
| Damiana García                                 | Beatriz Sheridan    |
| Delfino Pérez                                  | Adalberto Parra     |
| Silvano Arzola                                 | Héctor Saez         |
| Ramón Marquez                                  | Carlos Cámara       |